# Історія переписів населення
Потреба в обліку населення виникла у далекій давнині. Вона була пов'язана з політичними, господарськими і воєнними потребами стародавніх держав, яким потрібні були відомості про кількість населення, яке здатне платити податки або може бути призваним в армію.
Оскільки найдавніші держави виникли в стародавньому Єгипті, Китаї, в басейні річок Тигру і Євфрату (Месопотамія, Вавилон, Ассирія) в Індії, Японії, якраз у цих найдавніших державах проведені перші в історії людства обліки населення, зокрема, в Єгипті (близько 2800 — 2250 рр. до н. е.), Китаї (у 2238 р. до н. е.). Перші обліки населення мали примітивний характер. Іноді вони велися не шляхом записів, а носили символічний характер. Скіфський цар Аріанта (Скіфія була розташована переважно на території сучасної України), бажаючи знати число своїх підданих, наказав: кожному скіфові під страхом смертної кари принести мідний наконечник до стріли.
Починаючи з 435 року до Різдва Христового, регулярно проводились обліки населення в Стародавньому Римі та в усій Римській імперії. Обліки проводились за місцем народження. Маємо у Євангелії: «Тими днями вийшов наказ від кесаря Августа переписати всю землю. Перепис цей, перший, відбувся, коли Сирією правив Кириній. І йшли всі записатися, — кожний у своє місто. Пішов також і Йосиф з Галилеї, з міста Назарета в Юдею, в місто Давида, що зветься Вифлеєм, бо він походив з дому й роду Давида, щоб записатися з Марією, зарученою своєю, що була вагітна.» (Новий Завіт, Євангеліє від Луки, гл.2)
Відомості про наказ Августа про перепис — не мають підтвердження. Сучасні історики — біблеїсти заперечують цю подію
Євангельська історія про походження Іосифа з Віфлієму — суперечить сама собі.
Оскільки в Іосифа не було там власного дому. Більше того, в нього (чоловіка який вже мав двох синів)не було там ні батьків, ні друзів де він міг би переночувати .І це підтверджує євангелія, які пишуть що Іосиф та Марія вимушені були ночувати в хліві.
За доби середньовіччя (5 ст. — середина 17 ст.) дрібні й роздрібнені держави не проводили систематичні обліки населення на загальнодержавному рівні. Лише у зв'язку з надзвичайними обставинами — епідеміями, голодом, війнами — по їх завершенні здійснювались спроби підрахувати, скільки людей лишилося живими. Лише після приборкання великих феодалів і формування централізованих держав в епоху середньовіччя та їх подальшого зміцнення у 18 ст. почали проводитись обліки населення, але вони ще не стосувались усіх його верств, а лише платників податків і тих, що підлягали рекрутським наборам, тобто ще не були загальними, навіть тоді, коли охоплювали всю державу.
Із середини 18 ст. такі обліки проводились в Австрії, Баварії, Голландії, Данії, Іспанії, а також в Японії.
У сформованій за царя Івана Грозного централізованій державі Московії для податного обкладання проводились традиційні поземельні обліки. У 17 ст. одиницею податного обкладання стає «двір» (господарство). У 1718 році цар Петро Перший вводить подушні обліки (на відміну від подвірних), в ході яких облікувалось тільки чоловіче населення, яке обкладалось податками і підлягало рекрутським наборам. Дворянство, державні чиновники і т. ін. обліку не підлягали. Перші подушні списки, складені у 1720-1721 роках, називались «сказками», наступні обліки називались ревізіями, а списки — «ревизскими сказками».
Із розвитком капіталістичного способу виробництва всі регіони держави об'єднуються в єдиний загальнодержавний господарський комплекс, в якому позбавлені засобів виробництва, але особисто незалежні від капіталіста робітники (чоловіки, жінки і навіть діти), в пошуках роботи вимушені і мають можливість вільно мігрувати в межах усієї країни і навіть поза нею. У таких умовах обліки лише окремих категорій населення, притаманних феодальним і рабовласницьким режимам (платників податків, чоловіків для рекрутських наборів і т. ін.) втрачають сенс. Постає потреба загальних переписів населення, як правило, в межах усієї держави.
Отже виникнення і подальший розвиток загальних переписів обумовлено потребою мати докладну і регулярну інформацію про чисельність, розміщення і склад населення, важливі для будь-якого періоду.
Першим у світовій практиці загальним переписом населення був перепис 1790 року в Сполучених Штатах Америки. У 1800 році провели свої перші загальні переписи населення Швеція і Фінляндія, у 1801 році — Велика Британія, Данія, Норвегія, Франція.
Програми перших загальних переписів були дуже обмеженими. Так, за першим переписом населення США обліковували тільки ім'я голови домогосподарства, число вільних осіб, число білих жінок і число рабів; за першим переписом Франції — лише стать і шлюбний стан населення. Були відсутні чіткі правила (інструкції) проведення переписів, а строки їх здійснення дуже тривалими. Перший американський перепис тривав 18 місяців.
На першому історичному етапі розвитку переписів населення (кінець 18 ст. — перша половина 19 ст.) закладались основи їх організації, визначались програми. Разом з тим стала усвідомлюватись потреба у зіставлянні даних переписів різних країн, уніфікації єдиних рекомендацій.
Вирішення цих проблем здійснювалось на другому історичному етапі розвитку переписів населення (друга половина 19 ст. — перша половина 20 ст.). Рішучий крок до їх вирішення зробив видатний бельгієць Адольф Кетле (1796—1874). Сформульовані ним принципи проведення загальних переписів населення були обговорені на першій сесії Міжнародних статистичних конгресів у 1853 році, які почали скликатися з його ініціативи, згодом на четвертій — у 1860 році і зведені воєдино на восьмій сесії у 1872 році. Так був здійснений перехід до переписів населення у сучасному їх розумінні. Рекомендовані програми переписів населення і порядок їх організації не залишаються незмінними, залежно від потреб часу вони продовжують удосконалюватись, хоч основні принципи їх проведення не втрачають актуальності й досі.
Із залученням все більшої кількості країн світу до системи міжнародного поділу праці виникла потреба проведення Всесвітнього перепису населення, який являє собою сукупність переписів населення окремих держав і територій світу, що проводяться приблизно в один час і за єдиним принципом. Схвалена 1897 року на Санкт-Петербурзькій сесії Міжнародного статистичного інституту пропозиція провести Всесвітній перепис населення у 1900 році не була реалізована, як і пропозиція про Всесвітній перепис 1940 року.
Проведення Всесвітнього перепису населення стало можливим із створенням Організації Об'єднаних Націй та її статистичного апарату, з утворенням якого починається третій історичний етап розвитку переписів населення.
Статистичною комісією ООН спільно з Комісією з народонаселення за активної участі регіональних статистичних конференцій розроблені програми перших Всесвітніх переписів населення у 1950 і 1960 роках. І надалі до початку кожного десятиріччя випускається спеціальний документ, який містить принципи й рекомендації відносно переписів населення і житла, а також макети таблиць для розробки матеріалів перепису. Цих рекомендацій дотримується нині все більша кількість країн. У більшості із них переписи проводяться один раз на 10 років у роки, які закінчуються на «0», «1» або «9».
У 1999 році видані нові переглянуті й удосконалені «Принципи і рекомендації щодо проведення переписів населення і житла», присвячені черговому Всесвітньому перепису населення 2000 року.

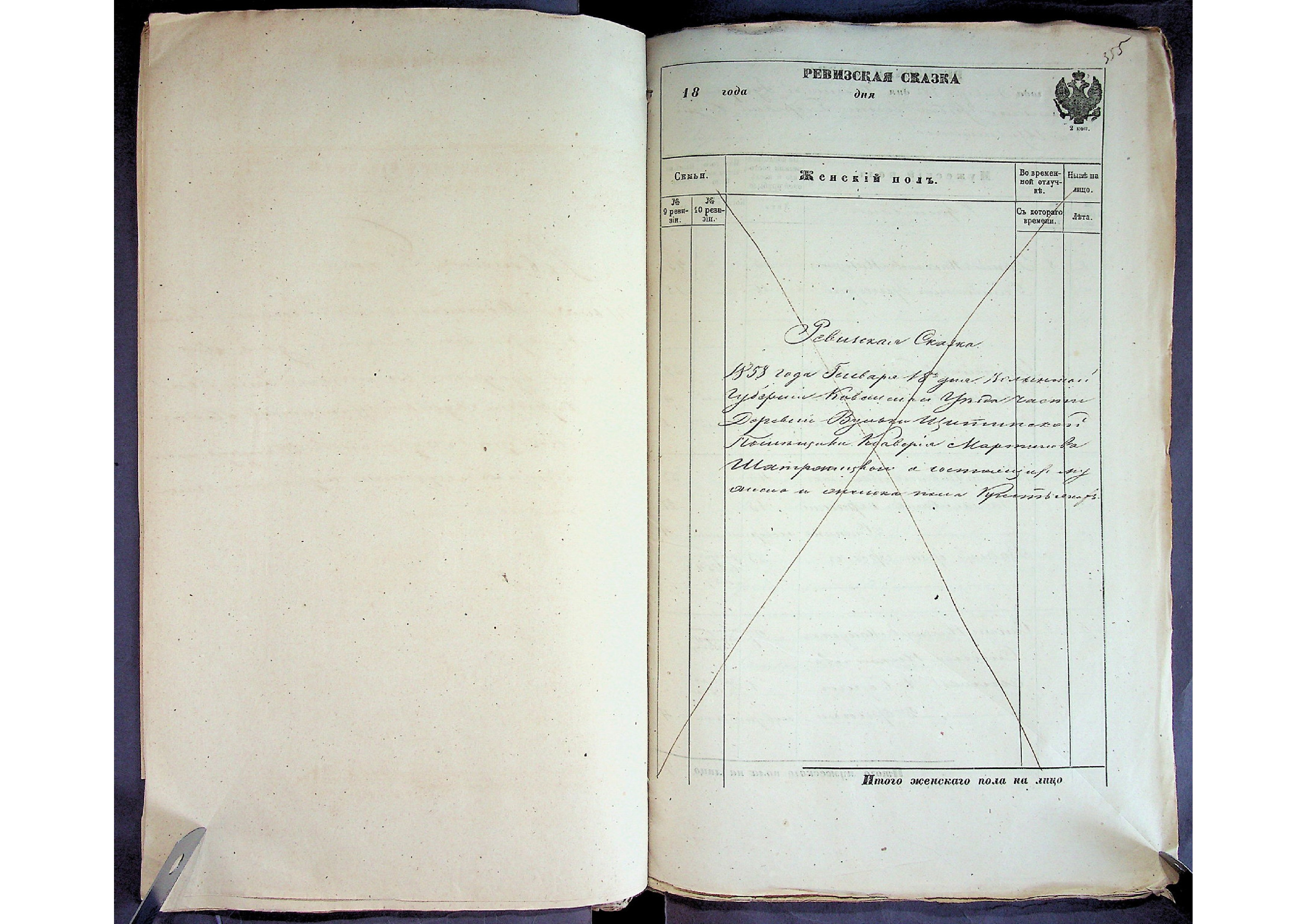
"Ревізькі казки" 1858 року (стор.2)
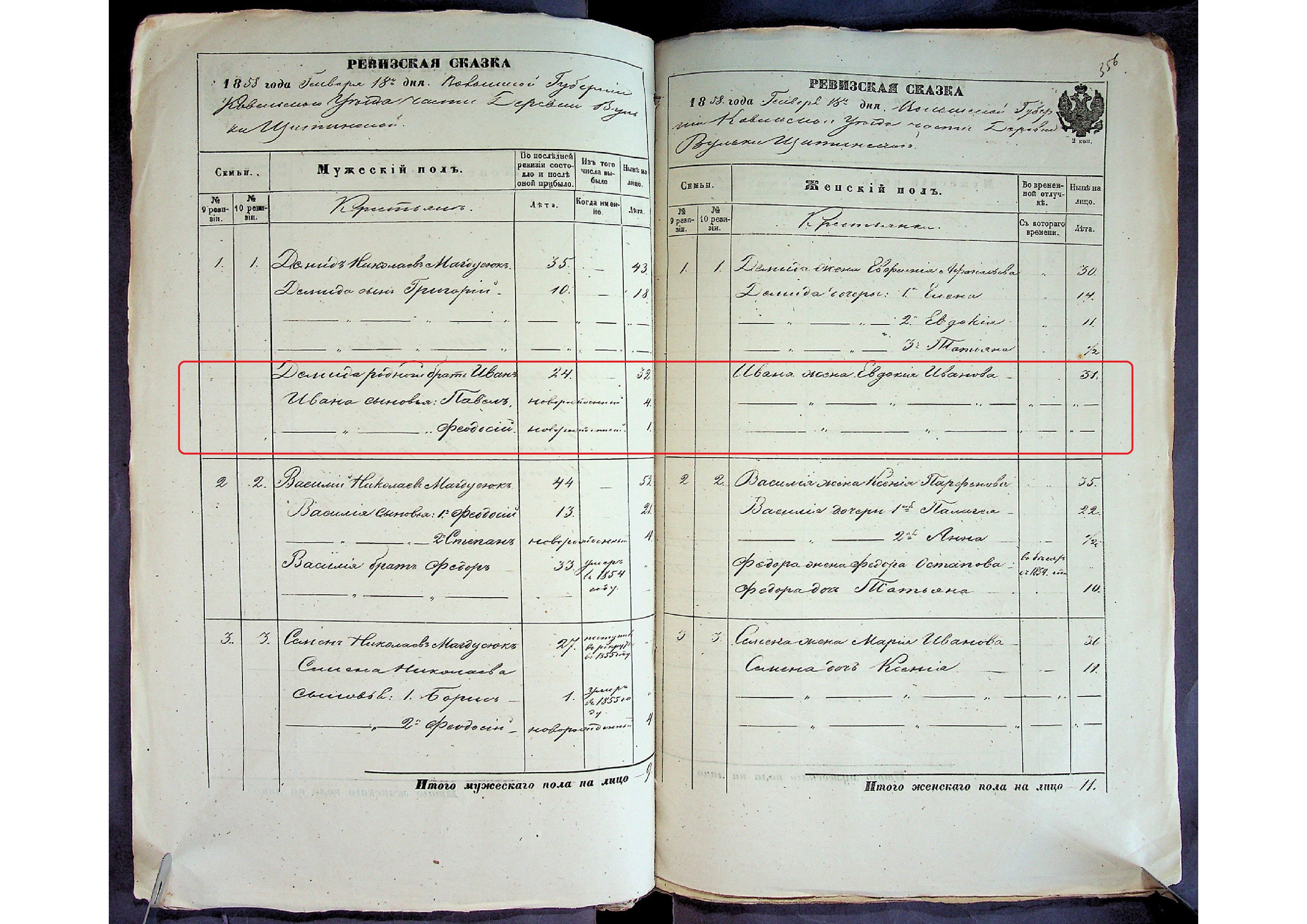
"Ревізькі казки" 1858 року (стор.3)